# 諾索維奇
50°41′21″N 25°44′57″E / 50.68917°N 25.74917°E
諾索維奇（烏克蘭語：Носовичі），是烏克蘭的村落，位於該國西部沃倫州，由盧茨克區負責管轄，始建於1577年，面積0.65平方公里，海拔高度220米，2001年人口315，人口密度每平方公里486.11人。